# أوكوتة الإشبينكو
أوكوتة الإشبينكو (الاسم العلمي:Ocotea quixos) (بالإنجليزية: Ishpingo) هي نوع من النباتات تتبع جنس الأوكوتة من الفصيلة الغارية.